# Febo Mari
Febo Mari (Mesina, Italia, 16 de enero de 1881 – Roma, 6 de junio de 1939) fue un actor, director y guionista cinematográfico de nacionalidad italiana.

## Biografía
Nacido en Mesina, Italia, su verdadero nombre era Alfredo Giovanni Leopoldo Rodriguez, y sus padres eran Giovanni y Teresa Spadaro. La familia tenía orígenes aristocráticos e hispanos.
Graduado en Humanidades, se mudó a Milán para trabajar como crítico teatral para un periódico de Mesina. Pronto decidió cambiar de profesión, entrando en el teatro y formando parte, como actor joven, de algunas compañías teatrales, entre ellas la de Sem Benelli, y a los 27 años tenía en mano la dirección del teatro Teatro Manzoni de Milán.
Inició su carrera como actor cinematográfico de gran éxito en los inicios de la década de 1910, convirtiéndose en una de las estrellas del cine mudo italiano. En esa época actuó en filmes como Il fuoco (1915, a partir de la obra de Gabriele D'Annunzio) y Tigre reale (1916, adaptación de la obra de Giovanni Verga dirigida por Giovanni Pastrone).
Siempre en 1916, dirigió Cenere, adaptación de la novela de Grazia Deledda, en la cual actuaba Eleonora Duse. Esta cinta no llegó a completarse a causa del furor de la Primera Guerra Mundial.
En 1938 fprmó parte del reparto del film Giuseppe Verdi, de Carmine Gallone, mientras que en 1939 actuó en Lotte nell'ombra, de Domenico Gambino.
Mari fue también muy activo en la radio, participando en transmisiones del Ente Italiano per le Audizioni Radiofoniche, tanto de comedias como de dramas, en la sede de Radio Roma.
Estuvo casado con la actriz Nietta Mordeglia, también conocida por el nombre de Misa Mordeglia Mari. Febo Mari falleció en Roma, Italia, en 1939.

## Radio
- La mamma, de A. Greppi, con Febo Mari, Rosetta Calavetta y Zoe Incrocci, dirección de Aldo Silvani. 10 de enero de 1938.

## Selección de su filmografía

### Actor
- L'innocente, de Edoardo Bencivegna (1911)
- La mamma dorme, de Mario Caserini (1912)
- La ribalta, de Mario Caserini (1912)
- Padre, de Dante Testa y Gino Zaccaria (1912)
- Il fuoco, de Giovanni Pastrone (1915 - guionista)
- Tigre reale, de Giovanni Pastrone (1916)
- A Common Level, de Burton L. King (1920)
- Mese mariano, de Ubaldo Pittei (1929)
- Assunta Spina, de Roberto Roberti (1930)
- I tre desideri, de Giorgio Ferroni y Kurt Gerron (1937)
- Il conte di Bréchard, de Mario Bonnard (1938)
- Giuseppe Verdi, de Carmine Gallone (1938)
- Lotte nell'ombra, de Domenico Gambino (1938)

### Director
- Il critico (1913)
- L'emigrante (1915)
- Cenere (1916)
- La gloria, dirección e interpretación (1916)
- Rose vermiglie, dirección, interpretación y guion (1917)
- Il fauno, dirección, interpretación y guion (1917)
- Tormento, dirección, interpretación y guion (1917)
- Ercole, dirección e interpretación (1918)
- Attila, dirección, interpretación y guion (1918)
- ...E dopo?, dirección e interpretación (1918)
- L'orma, dirección e interpretación (1919)
- Giuda, dirección e interpretación (1919)
- Maddalena Ferat, codirección junto a Roberto Roberti (1920)
- Triboulet, dirección e interpretación (1923)
- La torre di Nesle (1925)